# 2018 em Portugal
Lista dos principais acontecimentos no ano 2018 em Portugal.

## Incumbentes
- Presidente da República: Marcelo Rebelo de Sousa
- Primeiro-Ministro de Portugal: António Costa (XXI Governo Constitucional)
- Presidente da Assembleia da República de Portugal: Eduardo Ferro Rodrigues (XIII Legislatura)
  - Presidente do Governo Regional dos Açores: Vasco Cordeiro (XI Governo Regional)
  - Presidente do Governo Regional da Madeira: Miguel Albuquerque (XII Governo Regional)

## Eventos

### Janeiro
- 1 de janeiro — Quebrando a tradição por se encontrar a recuperar de uma cirurgia a uma hérnia umbilical, o Presidente da República, Marcelo Rebelo de Sousa, profere a habitual Mensagem de Ano Novo a partir de sua casa, em Cascais, e em direto.[1]
- 13 de janeiro — Rui Rio é eleito presidente do PPD-PSD (com 53% dos votos), vencendo Pedro Santana Lopes (que obteve 45%).
- 15 de janeiro — Sismo de Magnitude 4.9, tem epicentro perto de Arraiolos, e é sentido em quase todo o país.

### Fevereiro
- 1 de fevereiro — O quadro A Anunciação (c. 1430), do pintor Álvaro Pires de Évora, é comprado em leilão pelo Estado português, com destino ao Museu Nacional de Arte Antiga.[2]
- 6–10 de fevereiro — Vaga de frio atinge o país. A temperatura chegou a 7 graus negativos em Carrazeda de Ansiães.
- 20 de fevereiro — Autocarro turístico bate contra uma árvore, em Lisboa. O acidente fez 12 feridos.
- 21 de fevereiro — Agravamento da situação da seca, devido à falta de chuva.

### Maio
- 8–12 de maio — O Festival Eurovisão da Canção realiza-se na Altice Arena, em Lisboa, Portugal.[3]
- 15 de maio — Academia do Sporting Clube de Portugal em Alcochete é atacada, alegadamente, por alguns adeptos. Alguns jogadores do clube como Bas Dost e o seu treinador da altura Jorge Jesus foram alvo de agressões. Como consequência, 40 pessoas foram detidas. Na sequência deste ataque, o presidente da altura foi constituído arguido e destituído numa Assembleia Geral no Altice Arena, sendo mais tarde absolvido de todas as acusaões. Também alguns jogadores e colaboradores rescindiram com o Sporting por alegada justa causa.

### Outubro
- 13 de outubro - o Furacão Leslie faz o landfall por volta das 22 horas na zona centro sendo a terceira vez que um furacão atingiu o território continental de Portugal, sendo este o mais forte desde 1842.[4]

### Novembro
- 19 de novembro — Tragédia de Borba: 5 pessoas morrem quando um troço de estrada localizado entre duas pedreiras colapsa, arrastando para o fundo de uma pedreira dois carros e uma retroescavadora. A tragédia ocorreu na Estrada Municipal 255, que ligava Borba a Vila Viçosa, no Alentejo.

### Dezembro
- 11 de dezembro - Quando ainda faltam cerca de três semanas para o final de 2018, é batido o recorde de mortes em Portugal, tornando-se o ano com mais mortes de sempre (108 000).
- 14 de dezembro - Um helicóptero do Instituto Nacional de Emergência Médica despenhou-se em Valongo, na Serra de Santa Justa e de Pias. Morreram os 4 ocupantes da aeronave que regressavam de um transporte de emergência entre Macedo de Cavaleiros e o Hospital de Santo António, no Porto.

## Economia
Abaixo apresentam-se alguns dados estatísticos e estimativas relacionados com a atividade económica em Portugal.
| 1.º trimestre        | 2.º trimestre | 3.º trimestre | 4.º trimestre | Anual |
| -------------------- | ------------- | ------------- | ------------- | ----- |
| —                    | —             | —             | —             | —     |
| Fontes: INE, Pordata |               |               |               |       |

| Portugal continental             | R.A. Açores | R.A. Madeira | Anual      |
| -------------------------------- | ----------- | ------------ | ---------- |
| 580,00 €                         | 609,00 €    | 592,00 €     | x 14 meses |
| Fontes: INE, Pordata, DGERT/MTSS |             |              |            |

Variação do Produto Interno Bruto (PIB)
| Taxa de variação homóloga do Produto Interno Bruto (PIB), em % Dados encadeados em volume (ano de referência: 2011) | Taxa de variação homóloga do Produto Interno Bruto (PIB), em % Dados encadeados em volume (ano de referência: 2011) | Taxa de variação homóloga do Produto Interno Bruto (PIB), em % Dados encadeados em volume (ano de referência: 2011) | Taxa de variação homóloga do Produto Interno Bruto (PIB), em % Dados encadeados em volume (ano de referência: 2011) | Taxa de variação homóloga do Produto Interno Bruto (PIB), em % Dados encadeados em volume (ano de referência: 2011) |
| 1.º trimestre | 2.º trimestre | 3.º trimestre | 4.º trimestre | Anual |
| --- | --- | --- | --- | --- |
| — | — | — | — | — |
| Fonte: INE 2017 | | | | |

## Desporto

### Andebol
- Campeonato Português de Andebol de 2017–18

### Automobilismo
- Campeonato Nacional de Ralis
- Campeonato Nacional de Todo–o–Terreno
- Campeonato Nacional de Velocidade
- Campeonato Nacional de Montanha
- Rali de Portugal
- Rali Vinho da Madeira

### Basquetebol
- Campeonato Português de Basquetebol de 2017–18

### Ciclismo
- Volta a Portugal
- Volta ao Alentejo
- Volta ao Algarve
- GP de Torres Vedras

### Futebol
- Primeira Liga de 2017–18
- Segunda Liga de 2017–18
- Taça de Portugal de 2017–18
- Taça da Liga de 2017–18
- Supertaça Cândido de Oliveira de 2018
- Campeonato Nacional de Seniores de 2017–18

### Hóquei em patins
- Campeonato Português de Hóquei em Patins de 2017–18
- Taça de Portugal de Hóquei em Patins de 2017–18

## Mortes

### Janeiro
- 2 — Guida Maria, atriz (n. 1950)[9]

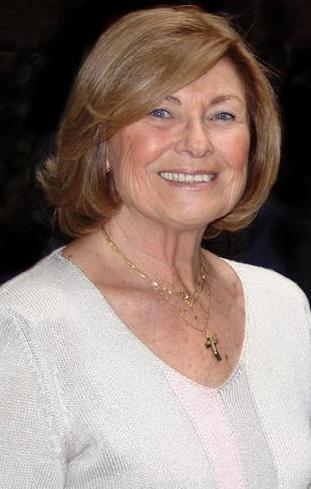
Madalena Iglésias

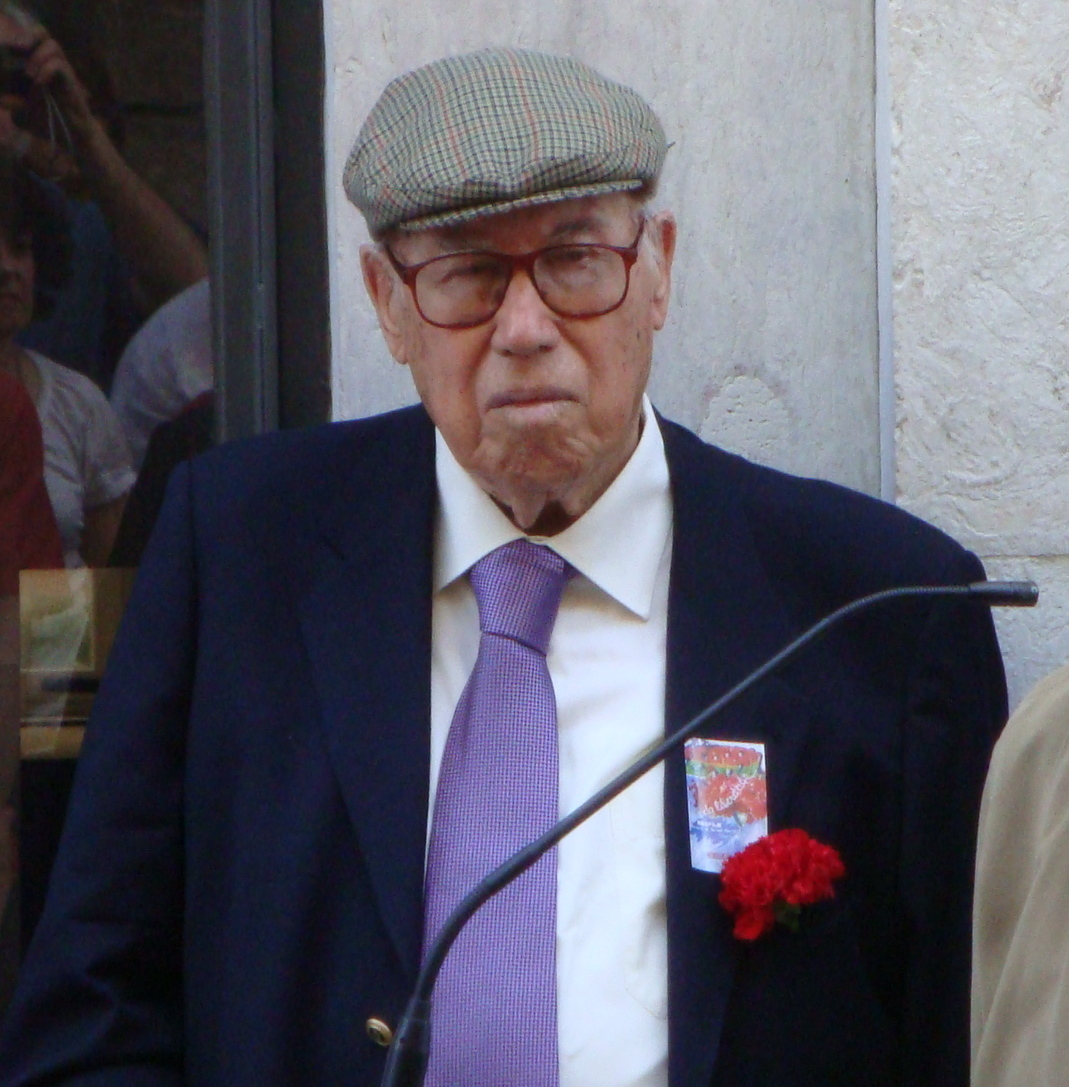
Edmundo Pedro

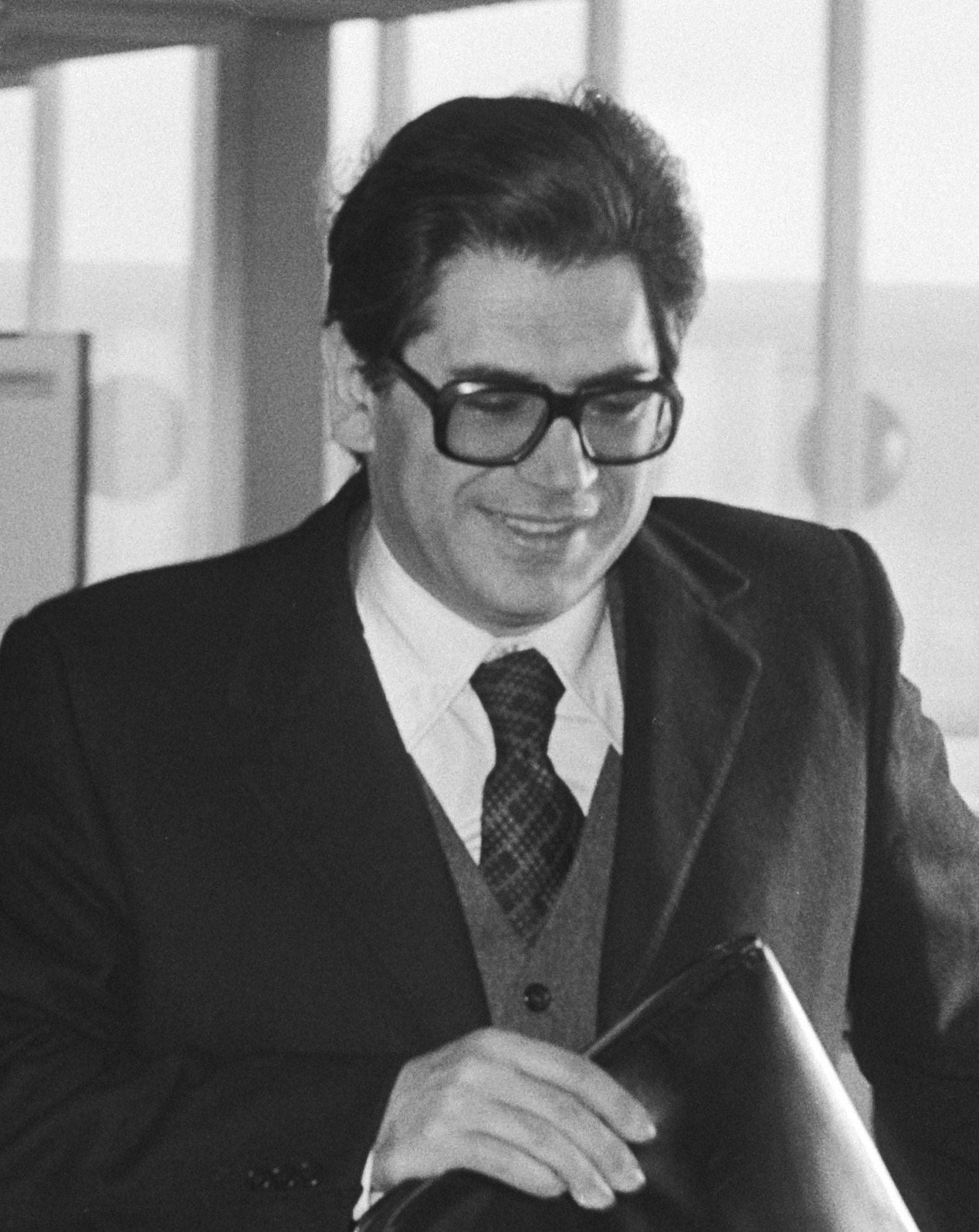
António Arnaut

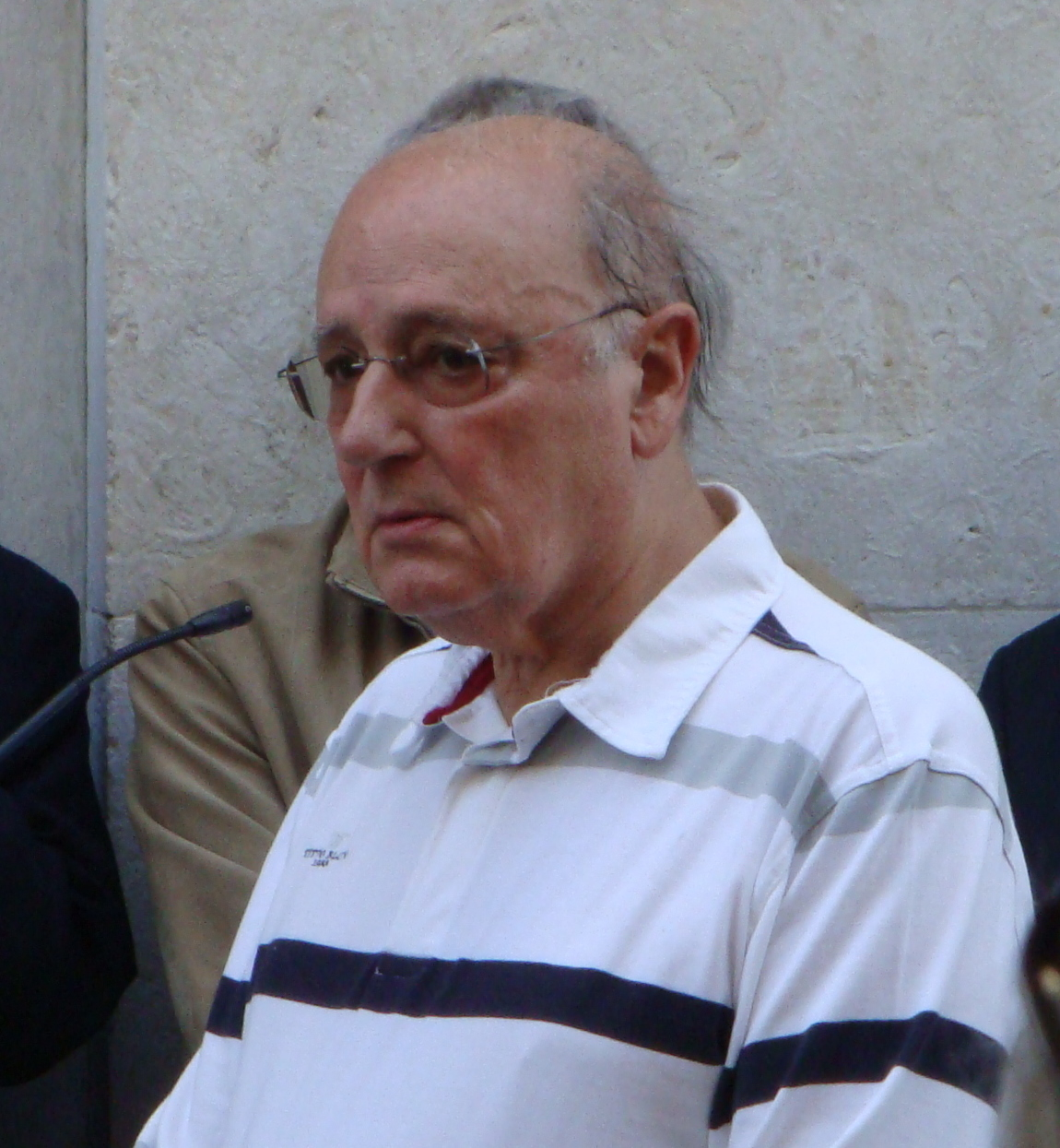
José Manuel Tengarrinha

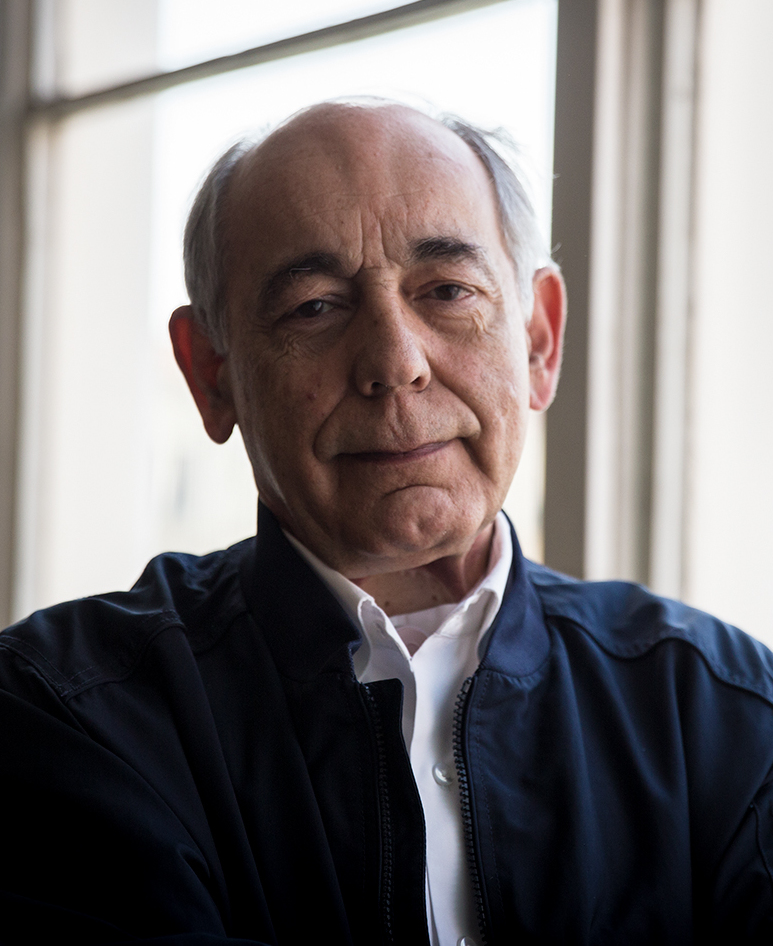
João Semedo

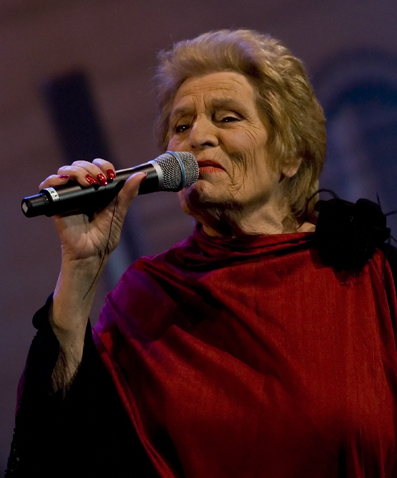
Celeste Rodrigues

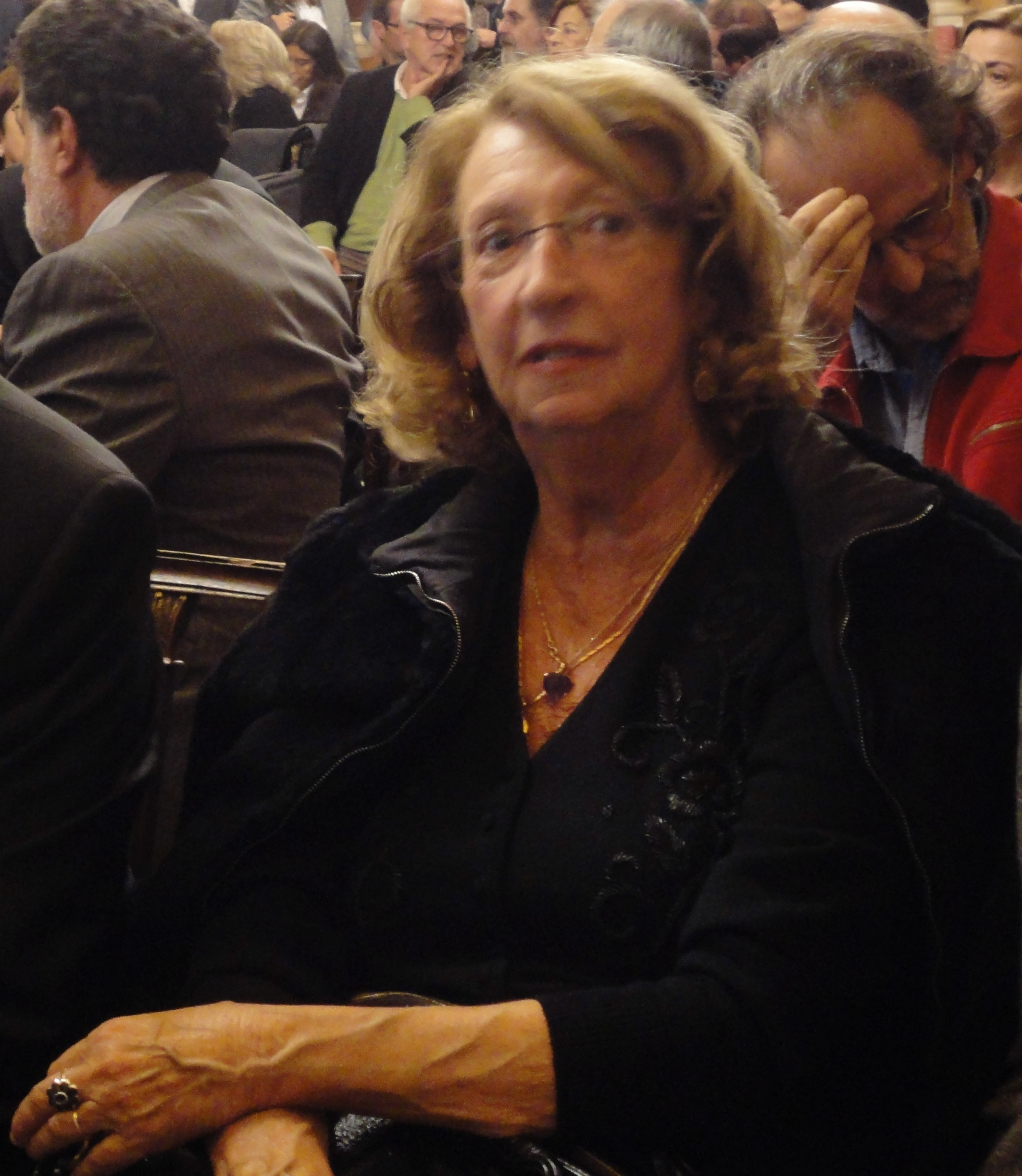
Helena Almeida

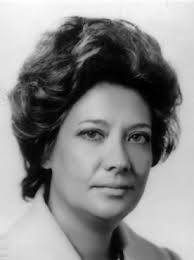
Maria Teresa Cárcomo Lobo

- 2 — Tareka, atriz e escritora (n. 1927)[10]
- 4 — Álvaro de Carvalho, médico psiquiatra (n. 1948)[11]
- 4 — António Martins Canaverde, político e ex-presidente da Federação Portuguesa de Futebol (n. 1934)[12]
- 6 — Nuno Cordeiro Ferreira, médico pediatra e professor universitário (n. 1927)[13]
- 8 — Rui Pena, advogado e político (n. 1939)[14]
- 14 — José Nuno da Câmara Pereira, artista plástico (n. 1937)[15]
- 16 — Madalena Iglésias, cantora e vencedora do Festival RTP da Canção 1966 (n. 1939)[16]
- 16 — António Pelarigo, fadista (n. 1953)[17]
- 18 — José Correia Tavares, escritor e vice-presidente da Associação Portuguesa de Escritores (n. 1938)[18]
- 18 — António Russo Dias, diplomata e político (n. 1943)[19]
- 27 — Edmundo Pedro, político e antigo presidente da RTP (n. 1918)[20]

### Fevereiro
- 11 — Açucena Veloso, a "peixeira dos chefs" (n. 1952)[21]
- 12 — Raul Hestnes Ferreira, arquiteto (n. 1931)[22]
- 13 — Natália Nunes, escritora e mulher de António Gedeão (n. 1921)[23]
- 22 — Dâmaso Lambers, sacerdote católico e radialista da Rádio Renascença (n. 1930)[24]
- 22 — Carlos Silva e Sousa, presidente da Câmara Municipal de Albufeira e ex-deputado (n. 1957)[25]
- 26 — João Varela Gomes, revolucionário antifascista protagonista da Revolta de Beja (n. 1924)[26]

### Março
- 1 — António Estácio dos Reis, oficial da Marinha e historiador de ciência (n. 1923)[27]
- 20 — João Calvão da Silva, professor universitário e jurisconsulto, ministro da Administração Interna do XX Governo Constitucional (n. 1952)[28]

### Abril
- 9 — Augusto Pereira Brandão, arquiteto e professor (n. 1930)[29]
- 15 — Fernando Reino, diplomata e Chefe da Casa Civil do Presidente da República Ramalho Eanes (n. 1929)[30]

### Maio
- 21 — António Arnaut, político e "pai" do Serviço Nacional de Saúde (n. 1936)[31]

### Junho
- 22 — Raul Calado, crítico e divulgador de jazz (n. 1931)[32]
- 27 — Fernanda da Bernarda, advogada e dirigente estudantil na crise académica de 1969 (n. 1944)[33]
- 29 — José Manuel Tengarrinha, político e historiador do jornalismo (n. 1932)[34]
- 30 — Puto G, rapper e ator (n. 1991)[35]

### Julho
- 4 — Ricardo Camacho, músico da banda Sétima Legião (n. 1954)[36]
- 7 — Pedro Morais, artista plástico (n. 1944)[37]
- 12 — Laura Soveral, atriz (n. 1933)[38]
- 12 — José Augusto Rocha, advogado (n. 1938)[39]
- 15 — Altino do Tojal, escritor (n. 1939)[40]
- 17 — João Semedo, médico e político (n. 1951)[41]
- 19 — João Sobrinho, antigo campeão europeu e mundial de hóquei em patins (n. 1951)[42]
- 28 — Vicente Bravo, arquiteto (n. 1946)[43]
- 29 — António José Rafael, bispo-emérito de Bragança-Miranda (n. 1925)[44]

### Agosto
- 1 — Celeste Rodrigues, fadista (n. 1923)[45]
- 11 — António Alves Vieira, ator e ativista LGBTI (n. 1987)[46]
- 18 — Pedro Queiroz Pereira, empresário e antigo piloto de competição (n. 1949)[47]
- 18 — Isabel Laginhas, pintora (n. 1942)[48]
- 19 — Rui Alarcão, professor de Direito e antigo reitor da Universidade de Coimbra (n. 1930)[49]

### Setembro
- 8 — Helena Lopes da Silva, médica cirurgiã e fundadora do Bloco de Esquerda (n. 1949)[50]
- 25 — Helena Almeida, artista plástica (n. 1934)[51]

### Outubro
- 7 — Mariema, atriz e fadista (n. 1943)[52]
- 7 — Odette Ferreira, farmacêutica e investigadora (n. 1925)[53]
- 28 — José Sarmento de Matos, olisipógrafo (n. 1946)[54]

### Novembro
- 1 — Helena Ramos, atriz e apresentadora de televisão (n. 1954)[55]
- 1 — João Medina Corte-Real, climatologista e professor universitário (n. 1942)[56]
- 2 — Maria José Moura, investigadora e responsável pela criação da Rede Nacional de Bibliotecas Públicas (n. 1937)[57]
- 3 — Maria Guinot, cantora e vencedora do Festival RTP da Canção 1984 (n. 1945)[58]
- 17 — José Loureiro dos Santos, antigo ministro da Defesa e ex-Chefe do Estado-Maior do Exército (n. 1936)[59]

### Dezembro
- 8 — Maria Teresa Cárcomo Lobo, a primeira mulher a integrar um governo em Portugal (n. 1929)[60]
- 17 — João Branco, designer de moda (n. 1978)[61]
- 24 — Ricardo Seabra Gomes, cardiologista que fez a primeira angioplastia coronária em Portugal (n. 1944)[62]
- 26 — Manuela Cassola, atriz (n. 1925)[63]
- 31 — Joaquim Bastinhas, cavaleiro tauromáquico (n. 1956)[64]